# Abraham Danon
Pour les articles homonymes, voir Danon.
Abraham Danon, né dans l'Empire ottoman à Edirne (ou Andrinople, dans l'actuelle Turquie) le 15 août 1857 et mort à Paris le 21 avril 1925, est un érudit et un maskil turc réputé pour sa contribution à l'étude de l'histoire sépharade.

## Sa vie
Il étudie dans la yeshiva Gheron à Edirne, tout en exerçant comme greffier au tribunal rabbinique (beit din).
Il a été l'élève de l'orientaliste Joseph Halévy (1827-1917), né comme lui à Edirne, et qui travaillera dès les années 1860 pour le compte de l'Académie des inscriptions et des belles-lettres puis deviendra en 1879 professeur à l'École pratique des hautes études de Paris.
En 1891, il crée et dirige un séminaire rabbinique.
Pendant la Première Guerre mondiale, il s'installe à Paris où il passe le reste de ses jours. L'Alliance Israélite universelle le nomme professeur d'hébreu à l'École normale israélite orientale à Paris, poste qu'il garde jusqu'à sa disparition, en 1925.

## Adepte de la Haskala
La Haskala, c'est-à-dire le mouvement culturel des Lumières en milieu juif, est née en Europe puis s'est diffusée en Orient, où nombre d'intellectuels ont repris, en les adaptant à leur culture, l'idéal d'une éducation sécularisée et le rationalisme qui caractérisent les Lumières juives. Ceux qui souscrivent aux idées de la Haskala sont appelés maskilim ; A. Danon se désigne ainsi lui-même dans le titre de son recueil poétique en hébreu, Maskil L'A.Y. Dan (1888, A.Y. Dan formant les initiales de son nom).
Abraham Danon est un des fondateurs en 1879 à Edirne d'une société maskilique « Société des amis de la culture » (« Dorshei Hahaskalah »), également appelée « Société des amis de l'intelligence » (« Hevrat Shoharei Toushiah »). Ce groupe d'étude se donne comme objectif de réaliser pour le judaïsme ottoman le programme de la science du judaïsme : la lecture critique des textes, la vérification des sources, l'étude objective des faits culturels. Toutes ces méthodes de la recherche scientifique doivent être appliquées à l'histoire juive en terre ottomane.
Abraham Danon traduit du français en hébreu l'ouvrage de Théodore Reinach – professeur d'histoire des religions à l’École pratique des hautes études –, Histoire des israélites depuis l'époque de leur dispersion, jusqu'à nos jours (1884), première histoire moderne du peuple juif (sous le titre Toldat Bnai Avraham, en 1887).
Il contribue à l'ouverture d'une école de l'Alliance israélite universelle dans sa ville. Selon Dina Danon, spécialiste de l'histoire des juifs de Turquie, « Abraham Danon avait intériorisé le portrait lugubre des Juifs orientaux brossé par les dirigeants de l'Alliance». Il souhaite une société juive conforme au modèle rationaliste tracé par l'Alliance israélite universelle. Cependant l'Alliance souscrit à un idéal universaliste, alors que Abraham Danon cherche à préserver la culture sépharade avec ses spécificités.

## Créateur des premières «archives» de l'historiographie sépharade
Abraham Danon accomplit dans le champ de la culture sépharade un travail de documentation et de recherche historique comparable à celui mené par Simon Doubnov dans la sphère de la culture juive russe.
Il fonde en 1888 un journal El Progreso (ou Yosef Daat) en hébreu et en judéo-espagnol ; il s'y adresse à son lectorat pour lui demander de lui envoyer les manuscrits, les livres, et les documents qui permettront, dit-il, de « préserver notre mémoire ». La publication de ce périodique est interrompue en 1889 sur ordre des autorités pour des raisons mal élucidées. En tant que maskil, Abraham Danon met en oeuvre les méthodes de l'école de la science du judaïsme. Mais en tant qu'Oriental, il se donne pour objectif d'écrire l'histoire des Juifs dans les territoires ottomans, et non celle des Juifs européens.
Abraham Danon a pu ainsi recueillir plusieurs dizaines de romances judéo-espagnoles chantées en Turquie qu'il édite en accompagnant le texte original d'une traduction en français,. Il publie dans la Revue des études juives, le Journal asiatique, la Revue hispanique, etc. de nombreux articles scientifiques sur l'histoire et la littérature des juifs de Turquie.

## Étude de l'histoire du sabbatéisme
Abraham Danon est le premier érudit sépharade à étudier la figure du faux messie Sabbataï Tsevi (né à Smyrne, aujourd'hui Izmir) auquel s'étaient intéressés auparavant des historiens européens comme H. Graetz. Ces historiens, n'ayant pas eu accès à des documents originaux, reproduisaient au sujet de ce mouvement messianique juif apparu en Turquie au XVIIe siècle des opinions anciennes et peu exactes; « Abraham Danon révèle les Dix-Huit Régles de Sabbataï Tsevi, base de la doctrine sabbatéenne », et apporte un éclairage nouveau sur les coutumes et les fêtes des disciples turcs de ce « messie » - disciples appelés dönmeh. Le texte des « Dix-Huit Règles » est publié dans l'original judéo-espagnol, avec une traduction en français et en hébreu.
Dans un récit historique intitulé « L'histoire israélite en Turquie » (La istoria israelita en Turkia, parue dans El Progresso en plusieurs épisodes), Abraham Danon consacre une place importante à l'analyse du sabbatéisme, en mettant l'accent sur les sources kabbalistiques de ce mouvement. Il représente de manière négative la kabbale lourianique et sa diffusion à Safed et en Galilée à la fin du XVIe siècle ; ces régions, écrit-il, étaient « devenues le théâtre d'une conjuration d'esprits, de fous et de démons, de miracles et de merveilles ». Danon défend l'idée d'une conciliation possible entre le rationalisme et la religion juive ; le sabbatéisme lui apparaît, dans cette perspective, aux antipodes d'une telle synthèse. Ayant une approche maskilique de l'histoire (assez semblable à celle des philosophes des Lumières), « il considère l'épisode sabbatéen comme emblématique des forces nuisibles de l'obscurantisme en contradiction avec l'héritage rationaliste dans la tradition sépharade antérieure ». Il raconte l'histoire du faux messie Sabbataï Tsevi et de ses disciples, comme un combat entre la raison et l’irrationalité.